# Ildikó Pusztai
Ildikó Pusztai (Szolnok, 11 novembre 1964) è un'ex schermitrice ungherese, vincitrice di una medaglia d'oro ed una d'argento ai campionati europei di scherma.